# Estación de Almargen-Cañete la Real
Almargen-Cañete la Real es una estación de ferrocarril situada en el municipio español de Almargen, cerca de Cañete la Real, en la provincia de Málaga, comunidad autónoma de Andalucía. Cuenta con servicios de media distancia operados por Renfe.

## Situación ferroviaria
Las instalaciones ferroviarias se encuentran situadas en el punto kilométrico 30,3 de la línea férrea de ancho ibérico Bobadilla-Algeciras, a 493 metros de altitud sobre el nivel del mar, entre las estaciones de Teba y de Setenil. El tramo es de via única y está sin electrificar.

## Historia
La estación fue puesta en servicio el 7 de septiembre de 1891 con la apertura del tramo Ronda-Bobadilla de la línea férrea que pretendía unir esta última con Algeciras. Las obras corrieron a cargo de la compañía inglesa The Algeciras-Gibraltar Railway Company. El 1 de octubre de 1913 la concesión de la línea fue traspasada a la Compañía de los Ferrocarriles Andaluces que la gestionó hasta que en 1941 se produjo la nacionalización del ferrocarril en España y se creó la empresa estatal RENFE. Desde el 1 de enero de 2005 el ente Adif es la titular de las instalaciones ferroviarias.

## Servicios ferroviarios

### Media Distancia
Gracias a su línea 70 Renfe enlaza la estación con Algeciras, Ronda y Antequera-Santa Ana.
| Línea MD | Trenes | Origen/Destino            |  | Destino/Origen |
| -------- | ------ | ------------------------- |  | -------------- |
| 70       | MD     | Antequera-Santa Ana Ronda |  | Algeciras      |